# Xanthocanace
Xanthocanace (лат.) — род двукрылых насекомых семейства Canacidae из подотряда короткоусых (Brachycera). Старый Свет. 

## Описание
Мухи очень мелких размеров; имеют длину тела менее 5 мм. От близких групп отличаются следующими признаками: крыловая жилка М с дугообразным последним отделом; мезофроны равномерно и густо опушены; имеют 4-6 лобно-глазничных щетинок; щетинки обычно бледные. Передняя нотоплевральная щетинка развита; латеральных скутеллярных щетинок 2 пары.

## Классификация
Описано около 15 видов.
- X. capensis Wirth, 1956[4][5]
- X. collessi  Mathis, 1996[6]
- X. hamifer Munari, 2008
- X. kaplanorum Mathis and Freidberg, 1982[4][7]
- X. magna (Hendel, 1914)[4][8]
- X. nigrifrons Malloch, 1924[4][9]
- X. orientalis Hendel, 1913[4][10]
- X. pollinosa Miyagi, 1963[4][11]
- X. ranula (Loew, 1874)[4][3]
- X. sabroskyi Mathis and Freidberg, 1982[4][7]
- X. seoulensis Miyagi, 1963[4][11]
- X. zeylanica Delfinado, 1975[4][12]

## Распространение
Встречаются в Палеарктике, Юго-Восточной Азии и Африке.